# 田園調布学園中等部・高等部
田園調布学園中等部・高等部（でんえんちょうふがくえん ちゅうとうぶ・こうとうぶ）は、東京都世田谷区東玉川二丁目にある中高一貫を提供する私立女子中学校・高等学校。

## 概要
国内でも有数の高級住宅地に位置する中高一貫の女子校。
最寄り駅は、東急東横線・目黒線の田園調布駅および東急池上線の雪が谷大塚駅。
建学の精神は「捨我精進」である。これは調布女学校（田園調布学園大学の前身）初代校長の川村理助により作られた言葉である。
現在の理事長は西村昭、学園長は西村弘子、校長は清水豊。
2005年、大規模な本校舎の建て替えが完了し、現校舎となる。また、2017年から2018年にかけて東校舎の建て替えが行われ、現第二校舎が竣工した。
2012年にユネスコスクールに加盟した。
2014年度から高等部からの生徒募集を開始し、併設型中高一貫校に移行・土曜授業推進事業に認定した。
2021年に学校情報化優良校の認定を受けた。
高大連携プログラムとして東京大学や東京農業大学、東京理科大学、東京工業大学、国際教養大学などの大学と講義や進学ガイダンス等を行っている。

## 課業
高校としては珍しい65分25コマの授業を行っていたが、2022年度より50分32コマに変更した。
年間24回「土曜プログラム」と呼ばれる教育活動を行っている。
学年ごとにテーマが定められ発達段階に沿ったプログラムを展開する「コアプログラム」と約170ある講座から生徒自身が自由に選択し興味関心を深め視野を広げることを目的とした「マイプログラム」の2種類があった。2022年度よりコアプログラムを廃止、マイプログラムのみの展開となる。
2018年度から1人1台Chromebookを配布し、2021年度からは高等部生を対象にBYOD（個人の持ち込み端末の自由化）を実施している。

## 沿革
- 1926年7月3日 調布女学校設立認可
- 1927年2月5日 調布高等女学校設立認可
- 1934年2月11日 精進の鐘、鋳造完成。撞初式を行う
- 1947年4月1日 調布中学校（新制）設置認可
- 1948年3月10日 調布高等学校（新制）設置認可
- 1951年3月10日 学校法人調布学園発足
- 1990年1月1日 調布学園奨学金制度発足
- 2004年4月1日 校名を「田園調布学園中等部・高等部」に改称
- 2014年4月 - 併設型中高一貫校に移行・土曜授業推進事業に認定
- 2018年8月31日 第二校舎竣工

## クラブ活動

### 運動部
- テニス部
- ソフトテニス部
- バレーボール部
- 卓球部
- 弓道部
- 体操部
- 剣道部
- ダンス部
- 陸上競技部
- バスケットボール部
- ソフトボール部
- バドミントン部
- バトン部

### 文化部
- 演劇部
- E.S.S.
- ミュージカル研究部
- 写真部
- 理化部
- 美術部
- 音楽部
- 家庭部
- 手話点字部
- 書道部
- 軽音楽部
- 管弦楽部
- 文芸部
- 競技かるた部

### 同好会・研究会
- 模擬国連同好会
- イラストレーション研究同好会
- 囲碁研究会
- SDGs同好会

### 課外活動
- 筝曲
- 茶道（裏千家）
- ペン字

## 象徴

### 制服
冬服はセーラー服、夏服はブレザースタイル。それぞれ中等部と高等部でデザインが一部違う。
1. 中等部冬服 - 濃紺のプリーツ（英語版）スカートに同じく濃紺、かぶり型の上着。襟には黒のラインが1本入っている。胸元はリボンタイ式。リボン部分に3本の赤いラインが入っている。左胸のポケットには校章のバッジをつける。靴下は学校指定。黒地に赤で「DCG（田園調布学園の略称）」の刺繍が入っている。タイツも可。オプションとして学校指定のセーターがある。濃紺で左胸に校章の刺繍が入っている（DCGマークでは無く本来の校章を象った形）。
2. 中等部夏服 - 2018年度より新しいデザインになった。紺地にピンクと水色の細いチェックが入ったデザインのプリーツ（英語版）スカートに、白又は水色のブラウス（学校指定）、臙脂色のリボン。靴下は学校指定。紺地に白で「DCG」の刺繍が入っている。ブラウスは各色半袖と長袖があり、右腕に「DCG」の刺繍が入っている。オプションとしてアイボリーとグレーのベストとセーターがあり、ベスト・セーター共に前面左下に白で「DCG」の刺繍が入っている。
3. 高等部冬服 - 中等部と基本的なデザインは同じ。中等部との相違点として、中等部ではリボンタイだったものを外し高等部では黒のスカーフを結ぶ。結び方は基本的に五商結びだが指定などは特に無い。校章が中等部と高等部で違う為ポケットにつける校章のバッジも必然的に中等部生とは違う物となる。
4. 高等部夏服 - 2018年度より新しいデザインになった。中等部と基本的なデザインは同じ。中等部との相違点として、中等部は臙脂色であるリボンが高等部では藍色になる。
5. コート（学校指定） - 長袖で濃紺のハーフコートで、襟の隅に同じく濃紺の「DCG」の刺繍が入っている。
6. 上履き（色指定） - 白地に紺色のゴムとの指定がある。学校で販売されているものもあるが指定を守っていれば良く、大多数の生徒がバレエタイプな中稀にスリッポンタイプの生徒もいる。
7. スクールバッグ（学校指定） - ボストンタイプとリュックがある。今まで何度かデザインや素材の変更が成されている。ボストンタイプは紺色で、表面の中央に白で「DCG」の刺繍が入っている。リュックも同じく紺色。フロントポケットの左下に白で「DCG」の刺繍が入っている。リュックは卒業生によるデザイン。
8. 靴（種類指定） - 革靴が指定されている。学校で販売されているものもあるが指定を守っていれば良く、黒やブラウンの革靴を着用している生徒が多い。担任の許可を得ればスニーカー等での通学も可能。
9. 実習着（学校指定） - 理科の実験・掃除・美術の授業などの際に着用するスモッグタイプの白衣。後ろボタンタイプで、前面左下に青で「DCG」のプリントが成されている。掃除の際は私物の割烹着を使用する事も可能。

### マスコットキャラクター
学園のマスコットキャラクターは「なでりん」。中等部冬服を着ており、頭がなでしこの花のようになっている。誕生日は6月5日。

## その他
小林よしのりの漫画『おぼっちゃまくん』に同名の小学校（田園調布学園）が登場しているが一切関係はない。

## 所在地
- 東京都世田谷区東玉川2-21-8

## 交通
- 東急東横線・目黒線田園調布駅 徒歩9分
- 東急池上線雪が谷大塚駅 徒歩10分
- 東急バス蒲12系統 調布学園前駅 徒歩3分

## 系列校
- 田園調布学園大学
- 調布幼稚園
- 田園調布学園大学みらいこども園

## 著名な出身者
- 岡野薫子（児童文学作家）
- 野口ふみえ（女優）
- 山本舞衣子（フリーアナウンサー）
- 月城かなと（元宝塚歌劇団月組トップスター）
- 小林英恵（劇団四季）